# Farmington Hills
Farmington Hills è una città degli Stati Uniti d'America, nella Contea di Oakland, nello Stato USA del Michigan. È un sobborgo di Detroit conosciuto per le eccellenti scuole.

## Geografia fisica
Come certificato dal United States Census Bureau la città si estende su un'area di 86,2 km² (33.3 mi²).

## Monumenti e luoghi d'interesse
- Holocaust Memorial Center